# Olivella
|  | Aquest article tracta sobre el municipi del Garraf. Vegeu-ne altres significats a «Olivella (desambiguació)». |

Olivella és un municipi de la comarca del Garraf. En el seu terme hi ha l'antic poble de Jafre, actualment abandonat.

## Geografia
- Llista de topònims d'Olivella (Orografia: muntanyes, serres, collades, indrets..; hidrografia: rius, fonts...; edificis: cases, masies, esglésies, etc).

Urbanitzacions:
- Can Surià
- Les Colines
- Mas Mestre
- Mas Milà
- Nucli antic
- la Plana Novella

| Entitat de població       | Habitants (2024) |
| Olivella (urbanitzacions) | 4.066            |
| Olivella                  | 386              |
| Font: Idescat             |                  |

## Història
El primer petit nucli habitat d'Olivella sorgí del Castell Vell cap a l'any 992, damunt del turó del Puig Molí. La seva població era sostinguda per l'agricultura de secà.
Després d'aquests inicis va haver-hi una disminució de la població deguda al mal funcionament de les collites i la devastació per la pesta negra.
A partir del segle xiv la població va tornar a créixer i es va anar consolidant per l'aparició de diferents masies als voltants del municipi: Can Suriol, les Piques del Masseguer, Mas Liona, Mas Bargalló, la Crivillera, Can Grau, la Masia del Rector i Can Martí.
Actualment el municipi el componen gran part d'aquestes masies, que encara es conserven, el nucli urbà, on es troba l'Ajuntament i l'Església Nova i sis urbanitzacions on es concentra la major part de la població.

## Demografia
| 1497 f | 1515 f | 1553 f | 1717 | 1787 | 1857 | 1877 | 1887 | 1900 | 1910 |
| ------ | ------ | ------ | ---- | ---- | ---- | ---- | ---- | ---- | ---- |
| 8      | -      | 10     | 155  | 252  | 507  | 432  | 415  | 350  | 360  |

| 1920 | 1930 | 1940 | 1950 | 1960 | 1970 | 1981 | 1990 | 1992 | 1994 |
| ---- | ---- | ---- | ---- | ---- | ---- | ---- | ---- | ---- | ---- |
| 315  | 233  | 211  | 182  | 158  | 115  | 111  | 347  | 422  | 422  |

| 1996 | 1998  | 2000  | 2002  | 2004  | 2006  | 2008  | 2010  | 2012  | 2014  |
| ---- | ----- | ----- | ----- | ----- | ----- | ----- | ----- | ----- | ----- |
| 954  | 1.051 | 1.319 | 1.552 | 2.011 | 2.515 | 3.123 | 3.405 | 3.678 | 3.609 |

| 2016  | 2018  | 2020  | 2022  | 2024  | 2026 | 2028 | 2030 | 2032 | 2034 |
| ----- | ----- | ----- | ----- | ----- | ---- | ---- | ---- | ---- | ---- |
| 3.569 | 3.729 | 3.935 | 4.339 | 4.419 | -    | -    | -    | -    | -    |

## Política
| Candidatura | Candidatura  | Cap de llista   | Vots          | Regidors | % vots |
| ----------- | ------------ | --------------- | ------------- | -------- | ------ |
|             | PSC-CP       | Marta Verdejo   | 329           | 3        | 26,81% |
|             | IxO          | Ivone Moreno    | 261           | 3        | 21,27% |
|             | ICV-EUiA-E   | Monica Martinez | 212           | 2        | 17,28% |
|             | CiU          | Jaume Carol     | 183           | 2        | 14,91% |
|             | ERC          | Mario Baldú     | 131           | 1        | 10,68% |
|             | PP           | Antonio Reguera | 85            |          | 6,93%  |
|             | Vot en blanc |                 | 26            |          | 2,12%  |
| Total       | Total        | 1.248 votants   | 1.248 votants | 11       |        |

Per la legislatura 2015-2019, el PSC, CiU i ERC han signat un pacte de govern.
|               | PSC | IxO | ICV | CiU | ERC | PP | AEMO | Altres | Total | Alcalde/ssa                                                            |
| ------------- | --- | --- | --- | --- | --- | -- | ---- | ------ | ----- | ---------------------------------------------------------------------- |
|               |     |     |     |     |     |    |      |        |       |                                                                        |
| 1979          | –   | –   | –   | –   | –   | –  | 5    | –      | 5     | Marcela Camps Rovirosa (AEMO)                                          |
| 1983          | –   | –   | –   | –   | –   | –  | 5    | 0      | 5     | Josep Almirall Martí (AEMO)                                            |
| 1987          | –   | –   | –   | –   | –   | –  | 5    | –      | 5     | Josep Almirall Martí (AEMO)                                            |
| 1991          | –   | –   | 2   | 1   | –   | –  | 4    | –      | 7     | Josep Almirall Martí (AEMO)                                            |
| 1995          | –   | –   | 3   | 1   | –   | 1  | 2    | –      | 7     | Joaquim Mas i Rius (ICV)                                               |
| 1999          | 2   | –   | 6   | 0   | –   | 1  | –    | –      | 9     | Joaquim Mas i Rius (ICV)                                               |
| 2003          | 2   | –   | 4   | 1   | –   | 2  | –    | –      | 9     | Juli Veciana Ruiz (PSC, 2003-2005) Jaume Carol Roldán (CiU, 2005-2007) |
| 2007          | 1   | 3   | 5   | 1   | –   | 1  | –    | 0      | 11    | Joaquim Mas i Rius (ICV)                                               |
| 2011          | 1   | 4   | 4   | 1   | –   | 1  | –    | –      | 11    | Joaquim Mas i Rius (ICV)                                               |
| 2015          | 3   | 3   | 2   | 2   | 1   | 0  | –    | –      | 11    | Marta Verdejo Sánchez (PSC)                                            |
| Font: Municat |     |     |     |     |     |    |      |        |       |                                                                        |

## Llocs d'interès
- Monestir Budista d'Olivella i el seu museu del monjos budistes "Sakya Tashi Ling".[2]
- El poble d'Olivella. Situat a 211 m d'altitud i damunt un turonet, el Puig Cabot, les seves cases formen agrupacions al voltant de la casa de la vila i l'Església Nova, parròquia dedicada a Sant Pere i Sant Feliu, edificada als voltants del 1430, al costat mateix del Castell Nou.
- L'antic Castell Vell d'Olivella. Documentat com el "Castrum Olivella", es construí l'any 992 dalt d'un turó menut i punxegut de 303 m, el Puig Molí, des d'on es domina tota la vista del municipi. Segurament va formar part del dispositiu defensiu en el procés de la reconquesta. Les seves restees són coronades per una torre circular del segle xviii.
- L'Església del Castell Vell d'Olivella. Al segle xiii, situada prop del Castell Vell, es construí aquesta petita església d'estructura romànica tardana, d'una sola nau de planta rectangular amb l'absis llis i la porta de la façana orientada al migdia.
- Jafra. Aquesta antiga baronia enmig del Parc del Garraf conserva encara les runes del conjunt de masies que en formaven part, i que constituïen el segon nucli d'Olivella. Les restes de l'església de Santa Maria són testimoni del pes que Jafra tingué a Olivella.